# Безуглівська сільська рада (Згурівський район)
| Безуглівська сільська рада — орган місцевого самоврядування у Згурівському районі Київської області з адміністративним центром у с. Безуглівка. Утворена у складі Прилуцького району 1920 року, до її складу ввійшли села Безуглівка і Свобода. Протягом усього часу існування сільради її склад не змінювався. 1935 року ввійшла до складу новоствореного Згурівського району. Разом з районом передана до складу Київської області 1955 року. Після ліквідації Згурівського району у 1963 році включена до Яготинського району. Після відновлення Згурівського району 25 вересня 1986 року включена до його складу, де вона знаходиться і дотепер. Водоймища на території, підпорядкованій даній раді: р. Супій. |

## Населені пункти
Сільській раді підпорядковані населені пункти:
- с. Безуглівка
- с. Свобода

Згідно з даними Всеукраїнського перепису 2001 року населення становить 516 осіб (Безуглівка — 307, Свобода — 209), площа сільради — 2972,1 га; площа населених пунктів сільради — 229,3 га (Безуглівка — 140,5 га; Свобода — 88,8 га), щільність населення сільради — 17,36 осіб на квадратний кілометр.

## Склад ради
Рада складається з 14 депутатів та голови.

### Керівний склад ради
| ПІБ                         | Основні відомості                                                                              | Дата обрання | Дата звільнення |
| --------------------------- | ---------------------------------------------------------------------------------------------- | ------------ | --------------- |
| Теслюк Микола Володимирович | Сільський голова, 1963 року народження, освіта, член Партії промисловців і підприємців України | 26.03.2006   | 31.10.2010      |
| Теслюк Микола Володимирович | Сільський голова, 1963 року народження, освіта середня спеціальна, безпартійний                | 31.10.2010   |                 |

Примітка: таблиця складена за даними джерела